# Neologi
Neologi  (av grekiska νέος ’ny’ och λόγος ’ord’, ’kunskap’, ’lära’) är den av rationalism präglade tyska protestantiska teologi som växte fram under senare hälften av 1700-talet. Neologin var präglad av upplysningens religionskritik och andra idéer och avlöste som epok den tidigare lutherska ortodoxin. Den betonade förnuftets betydelse, intog en kritisk hållning till kyrkliga dogmer och tenderade att tona ned betydelsen av gudomlig uppenbarelse. Den var också influerad av brittisk deism. I sin argumentation använde neologerna sig av en historisk-kritisk metod enligt sin tids bibelvetenskap. 
Benämningen neologi myntades av dess motståndare, som betraktade sig själva som renläriga. De främsta svenska företrädarna för neologin var, enligt uppslagsverket Nordisk familjebok utgivet under tidigt 1900-tal, biskop Magnus Lehnberg samt ärkebiskop Jacob Axelsson Lindblom.
Neologin föregicks av den något mindre radikala Wolffianismen. På 1800-talet fick neologin en efterföljare i liberalteologin.
I Svenska kyrkan gjorde sig ett neologiskt inflytande gällande under perioden 1745-1810, för att därefter avlösas av den religiösa och kyrkliga förnyelse som följde med romantiken, idealismen och den kyrkliga väckelsen. På 1810-talet framträdde ex det norrländska nyläseriet, på 1820-talet den schartauanska väckelsen, och från 1830 kom både gammallutherdom och nylutherdom från Tyskland till Sverige.